# Uwoduhi Dorsum
L'Uwoduhi Dorsum è una struttura geologica della superficie di (152830) I Selam.